# Северна вискача
Северна или перуанска вискача (лат. Lagidium peruanum) је јужноамеричка врста глодара из породице чинчила (Chinchillidae). 

## Распрострањење
Врста је присутна у Перуу и Чилеу.

## Станиште
Врста је по висини распрострањена од око 300 до 5.000 метара надморске висине.

## Угроженост
Ова врста није угрожена, и наведена је као последња брига јер има широко распрострањење.